# Marcha camión
Se conoce como marcha camión a uno de los ritmos de base de la murga uruguaya.

## Descripción
La banda que acompaña a las murgas uruguayas está compuesta de tres instrumentos de percusión: redoblante, bombo y platillos (hi-hat o charles de 13" o 14"). Con dichos instrumentos se ejecuta un ritmo característico que simula el rum tum tum de circular por las calles. Durante el carnaval de Uruguay las murgas suelen realizar varias presentaciones por noche en escenarios situados en diferentes barrios. El traslado de los conjuntos se realizaba antiguamente en camiones (hoy sustituidos por ómnibus). La denominación de marcha camión surgió porque era el ritmo que se hacía oír durante dichos traslados en camión.
La Comisión del Patrimonio Cultural de la Nación de Uruguay, declaró en marzo de 2010 "bien protegido" del patrimonio cultural inmaterial al ritmo musical "marcha camión", según un proyecto presentado por los músicos Julio Brum y Raúl García en 2006.

## Historia
Originalmente la murga utilizaba una variedad de instrumentos: flauta, pistón, saxofón, bombo y platillos. Posteriormente se agregaron otro tipo de instrumentos caseros: caños o tubos con una hojilla de fumar en un extremo que el murguista hacía vibrar con su propia voz, candelabros que hacían sonar con el recurso de la hojilla de fumar y hasta una batería de cocina a modo de instrumentos de percusión. En 1915 la murga "Los Profesores Diplomados" incorporó al conjunto a un negro, que era soldado y tambor de la Escuela Militar, para que tocara el redoblante. Esta innovación, que tal vez no tuvo mayor trascendencia en un principio, fue tomada y perfeccionada por el director José Ministeri (“Pepino”), quien implantó y popularizó en 1918 con sus "Patos Cabreros", la batería de murga tal como se conoce actualmente.
Inicialmente el ritmo era ejecutado con un bombo similar al bombo de la murga porteña, pero con la diferencia de que el parche era de cuero y se percutía con una sola mano, ya que la otra mano sostenía el bombo debido al peso del mismo. Luego el parche de cuero fue sustituido por el hidráulico, ganando un sonido más armónico. También cambió el tamaño, pasando a ser de 20 pulgadas, no tan pesado como el anterior, lo que permite que las dos manos estén libres sobre el parche para lograr diferentes ritmos.
El ritmo también fue variando. En un primer momento, tal vez influenciadas por el ritmo de marcha de los desfiles, las murgas cantaban sus melodías con un ritmo adecuado para el desfile. Luego, las influencias de la música montevideana fueron haciendo variar este ritmo hasta la marcha camión. En este nuevo ritmo hubo influencias de los golpes utilizados en la ejecución del tambor "chico" del candombe. Es posible que haya sido algún "tamborilero" de candombe el que introdujo directamente esta modalidad rítmica, o pudo haber sido asimilación intuitiva de las formas básicas del candombe ejecutados con instrumentos de murga.

## Otros ritmos
Además de la marcha camión, la murga ha empleado otros ritmos como el candombeado o "murga candombeada" (ritmo relacionado con el candombe) y combinaciones de plena, marcha y malambo.
Últimamente, ritmos de la música brasileña y centroamericana han sido tomados por las murgas, introduciendo además síncopas y variaciones rítmicas, así como también otras vertientes musicales de variada procedencia (rock, jazz) que han obligado a cambiar incluso la modalidad tradicional de ejecutar el redoblante, el bombo y los platillos. La batería de murga ha continuado ampliando sus posibilidades sonoras hasta permitirse hoy día variantes bastante complejas.